# Copa Sudamericana 2025
Die Copa Sudamericana 2025 ist die 24. Ausspielung des nach der Copa Libertadores zweitwichtigsten südamerikanischen Fußballwettbewerbs für Vereinsmannschaften. Insgesamt nehmen 56 Mannschaften aus den 10 Mitgliedsverbänden der CONMEBOL teil, darunter 12 aus der Gruppenphase der Copa Libertadores 2025 ausgeschiedene Mannschaften. Zum siebten Mal wurde der Wettbewerb auch analog zur Libertadores 2025 über das ganze Kalenderjahr ausgetragen. Aus Argentinien und Brasilien qualifizierten sich jeweils sechs, aus den übrigen 8 Ländern jeweils 4 Teilnehmer direkt für den Wettbewerb.
Das Endspiel wird am 22. November 2025 im Estadio Ramón Tahuichi Aguilera in der bolivianischen Stadt Santa Cruz de la Sierra ausgetragen.

## Teilnehmer
| Land                      | Verein                           | Qualifikationsgrund                                                                                            | Ergebnis      |
| ------------------------- | -------------------------------- | --- | ------------- |
| Argentinien 6 Startplätze | CD Godoy Cruz                    | Bestes nicht für die Copa Libertadores qualifiziertes Team der Copa de la Superliga 2024                       |               |
| Argentinien 6 Startplätze | CA Independiente                 | Zweitbestes nicht für die Copa Libertadores qualifiziertes Team der Copa de la Superliga 2024                  |               |
| Argentinien 6 Startplätze | CA Huracán                       | Drittbestes nicht für die Copa Libertadores qualifiziertes Team der Copa de la Superliga 2024                  | Achtelfinale  |
| Argentinien 6 Startplätze | Unión de Santa Fe                | Viertbestes nicht für die Copa Libertadores qualifiziertes Team der Copa de la Superliga 2024                  | Gruppenphase  |
| Argentinien 6 Startplätze | CA Lanús                         | Fünftbestes nicht für die Copa Libertadores qualifiziertes Team der Copa de la Superliga 2024                  |               |
| Argentinien 6 Startplätze | CSD Defensa y Justicia           | Sechstbestes nicht für die Copa Libertadores qualifiziertes Team der Copa de la Superliga 2024                 | Gruppenphase  |
| Bolivien 4 Startplätze    | Universitario de Vinto           | Bestes nicht für die Copa Libertadores qualifiziertes Team der Primera División 2024                           | 1. Runde      |
| Bolivien 4 Startplätze    | Club Aurora                      | Bestes nicht für die Copa Libertadores qualifiziertes Team der Primera División 2024                           | 1. Runde      |
| Bolivien 4 Startplätze    | Nacional Potosí                  | Zweitbestes nicht für die Copa Libertadores qualifiziertes Team der Primera División 2024                      | Gruppenphase  |
| Bolivien 4 Startplätze    | GV San José                      | Drittbestes nicht für die Copa Libertadores qualifiziertes Team der Primera División 2024                      | Gruppenphase  |
| Brasilien 6 Startplätze   | Cruzeiro EC                      | Bestes nicht für die Copa Libertadores qualifiziertes Team des Campeonato Brasileiro Série A 2024              | Gruppenphase  |
| Brasilien 6 Startplätze   | CR Vasco da Gama                 | Zweitbestes nicht für die Copa Libertadores qualifiziertes Team des Campeonato Brasileiro Série A 2024         | Playoff-Runde |
| Brasilien 6 Startplätze   | EC Vitória                       | Drittbestes nicht für die Copa Libertadores qualifiziertes Team des Campeonato Brasileiro Série A 2024         | Gruppenphase  |
| Brasilien 6 Startplätze   | Atlético Mineiro                 | Viertbestes nicht für die Copa Libertadores qualifiziertes Team des Campeonato Brasileiro Série A 2024         |               |
| Brasilien 6 Startplätze   | Fluminense FC                    | Fünftbestes nicht für die Copa Libertadores qualifiziertes Team des Campeonato Brasileiro Série A 2024         |               |
| Brasilien 6 Startplätze   | Grêmio FBPA                      | Sechstbestes nicht für die Copa Libertadores qualifiziertes Team des Campeonato Brasileiro Série A 2024        | Playoff-Runde |
| Chile 4 Startplätze       | CD Palestino                     | Bestes nicht für die Copa Libertadores qualifiziertes Team der Primera División de Chile 2024                  | Playoff-Runde |
| Chile 4 Startplätze       | CD Universidad Católica          | Zweitbestes nicht für die Copa Libertadores qualifiziertes Team der Primera División de Chile 2024             | 1. Runde      |
| Chile 4 Startplätze       | Unión Española                   | Drittbestes nicht für die Copa Libertadores qualifiziertes Team der Primera División de Chile 2024             | Gruppenphase  |
| Chile 4 Startplätze       | Everton de Viña del Mar          | Viertbestes nicht für die Copa Libertadores qualifiziertes Team der Primera División de Chile 2024             | 1. Runde      |
| Ecuador 4 Startplätze     | Universidad Católica del Ecuador | Bestes nicht für die Copa Libertadores qualifiziertes Team der Gesamttabelle der Serie A 2024                  |               |
| Ecuador 4 Startplätze     | SD Aucas                         | Zweitbestes nicht für die Copa Libertadores qualifiziertes Team der Gesamttabelle der Serie A 2024             | 1. Runde      |
| Ecuador 4 Startplätze     | Mushuc Runa                      | Drittbestes nicht für die Copa Libertadores qualifiziertes Team der Gesamttabelle der Serie A 2024             |               |
| Ecuador 4 Startplätze     | Orense SC                        | Viertbestes nicht für die Copa Libertadores qualifiziertes Team der Gesamttabelle der Serie A 2024             | 1. Runde      |
| Kolumbien 4 Startplätze   | Millonarios FC                   | Bestes nicht für die Copa Libertadores qualifiziertes Team der Gesamttabelle der Categoría Primera A 2024      | 1. Runde      |
| Kolumbien 4 Startplätze   | Once Caldas                      | Zweitbestes nicht für die Copa Libertadores qualifiziertes Team der Gesamttabelle der Categoría Primera A 2024 |               |
| Kolumbien 4 Startplätze   | Atlético Junior                  | Drittbestes nicht für die Copa Libertadores qualifiziertes Team der Gesamttabelle der Categoría Primera A 2024 | 1. Runde      |
| Kolumbien 4 Startplätze   | América de Cali                  | Viertbestes nicht für die Copa Libertadores qualifiziertes Team der Gesamttabelle der Categoría Primera A 2024 | Achtelfinale  |
| Paraguay 4 Startplätze    | Club Guaraní                     | Bestes nicht für die Copa Libertadores qualifiziertes Team der Gesamttabelle der Primera División 2024         | Playoff-Runde |
| Paraguay 4 Startplätze    | Club 2 de Mayo                   | Zweitbestes nicht für die Copa Libertadores qualifiziertes Team der Gesamttabelle der Primera División 2024    | 1. Runde      |
| Paraguay 4 Startplätze    | Sportivo Luqueño                 | Drittbestes nicht für die Copa Libertadores qualifiziertes Team der Gesamttabelle der Primera División 2024    | Gruppenphase  |
| Paraguay 4 Startplätze    | Sportivo Ameliano                | Viertbestes nicht für die Copa Libertadores qualifiziertes Team der Gesamttabelle der Primera División 2024    | 1. Runde      |
| Peru 4 Startplätze        | Cusco FC                         | Bestes nicht für die Copa Libertadores qualifiziertes Team der Gesamttabelle der Primera División 2024         | 1. Runde      |
| Peru 4 Startplätze        | CS Cienciano                     | Zweitbestes nicht für die Copa Libertadores qualifiziertes Team der Gesamttabelle der Primera División 2024    |               |
| Peru 4 Startplätze        | Atlético Grau                    | Drittbestes nicht für die Copa Libertadores qualifiziertes Team der Gesamttabelle der Primera División 2024    | Gruppenphase  |
| Peru 4 Startplätze        | Asociación Deportiva Tarma       | Viertbestes nicht für die Copa Libertadores qualifiziertes Team der Gesamttabelle der Primera División 2024    | 1. Runde      |
| Uruguay 4 Startplätze     | Cerro Largo FC                   | Bestes nicht für die Copa Libertadores qualifiziertes Team der Gesamttabelle der Primera División 2024         | Playoff-Runde |
| Uruguay 4 Startplätze     | Danubio FC                       | Zweitbestes nicht für die Copa Libertadores qualifiziertes Team der Gesamttabelle der Primera División 2024    | 1. Runde      |
| Uruguay 4 Startplätze     | Racing Club de Montevideo        | Drittbestes nicht für die Copa Libertadores qualifiziertes Team der Gesamttabelle der Primera División 2024    | Gruppenphase  |
| Uruguay 4 Startplätze     | Montevideo Wanderers             | Viertbestes nicht für die Copa Libertadores qualifiziertes Team der Gesamttabelle der Primera División 2024    | 1. Runde      |
| Venezuela 4 Startplätze   | Deportivo La Guaira              | Bestes nicht für die Copa Libertadores qualifiziertes Team der Gesamttabelle der Primera División 2024         | 1. Runde      |
| Venezuela 4 Startplätze   | Metropolitanos FC                | Zweitbestes nicht für die Copa Libertadores qualifiziertes Team der Gesamttabelle der Primera División 2024    | 1. Runde      |
| Venezuela 4 Startplätze   | Academia Puerto Cabello          | Drittbestes nicht für die Copa Libertadores qualifiziertes Team der Gesamttabelle der Primera División 2024    | Gruppenphase  |
| Venezuela 4 Startplätze   | FC Caracas                       | Viertbestes nicht für die Copa Libertadores qualifiziertes Team der Gesamttabelle der Primera División 2024    | Gruppenphase  |

Zusätzlich kamen folgende ausgeschiedene Teams aus der Copa Libertadores dazu:
| In der 3. Qualifikationsrunde der Copa Libertadores 2025 ausgeschiedenen Teams | Ergebnis      |
| ------------------------------------------------------------------------------ | ------------- |
| Deportes Iquique (153)                                                         | Gruppenphase  |
| FBC Melgar (51)                                                                | Gruppenphase  |
| SC Corinthians (18)                                                            | Gruppenphase  |
| Boston River (206)                                                             | Gruppenphase  |
| Drittplatzierte Teams der Gruppenphase der Copa Libertadores 2025              | Ergebnis      |
| Universidad de Chile                                                           |               |
| Independiente del Valle                                                        |               |
| Central Córdoba                                                                |               |
| Alianza Lima                                                                   |               |
| Atlético Bucaramanga                                                           | Playoff-Runde |
| EC Bahia                                                                       | Playoff-Runde |
| Club Bolívar                                                                   |               |
| San Antonio Bulo Bulo                                                          | Playoff-Runde |

## Modus
Die 1. Runde des Wettbewerbs wird im K.-o.-System in einem Spiel in nationalen Duellen ausgetragen, deren Sieger sich für die Gruppenphase qualifizieren. Die sechs Vereine aus Brasilien und Argentinien nehmen direkt an der Gruppenphase teil. In acht Gruppen mit je vier Mannschaften qualifizieren sich die jeweiligen Gruppensieger für das Achtelfinale. In der K.-o.-Runde vor dem Achtelfinale treffen die acht Gruppenzweiten auf die acht Gruppendritten der Copa Libertadores. Die Sieger dieser Runde spielen im Achtelfinale gegen die Gruppensieger. Von der K.-o.-Runde an wird der Sieger mit Hin- und Rückspiel ermittelt. Das Finale wird in einem einzigen Spiel entschieden. Der Titelverteidiger nimmt nicht am Wettbewerb teil, da er automatisches Startrecht in der parallel ausgetragenen Copa Libertadores hat. Bei Punkt- und Torgleichheit gilt nicht die Auswärtstorregel, sondern es folgt im Anschluss an das Rückspiel unmittelbar ein Elfmeterschießen.

## 1. Runde
Teilnehmer sind je vier Mannschaften aus den acht Ländern Südamerikas mit Ausnahme von Argentinien und Brasilien. Die Spiele finden zwischen dem 4. März und dem 6. März 2025 statt. Die Auslosung ergab folgende Paarungen:
| Datum |                                  | Ergebnis              |                         |
| ----- | -------------------------------- | --------------------- | ----------------------- |
| 4.3.  | Universitario de Vinto           | 0:1 (0:1)             | Nacional Potosí         |
| 4.3.  | CD Universidad Católica          | 1:1 (0:1) (4:5 i. E.) | CD Palestino            |
| 4.3.  | Asociación Deportiva Tarma       | 1:1 (0:0) (5:6 i. E.) | Cienciano               |
| 4.3.  | Academia Puerto Cabello          | 3:0 (0:0)             | Metropolitanos FC       |
| 4.3.  | Sportivo Luqueño                 | 2:0 (0:0)             | Sportivo Ameliano       |
| 5.3.  | Club Aurora                      | 0:1 (0:0)             | GV San José             |
| 5.3.  | Unión Española                   | 2:2 (3:1 i. E.)       | Everton de Viña del Mar |
| 5.3.  | Once Caldas                      | 1:0 (0:0)             | Millonarios FC          |
| 5.3.  | Mushuc Runa                      | 2:1 (1:1)             | Orense SC               |
| 5.3.  | Racing Club de Montevideo        | 0:0 (4:2 i. E.)       | Montevideo Wanderers    |
| 6.3.  | Atlético Junior                  | 2:2 (0:2) (3:4 i. E.) | América de Cali         |
| 6.3.  | Universidad Católica del Ecuador | 0:0 (4:2 i. E.)       | SD Aucas                |
| 6.3.  | Club Guaraní                     | 2:0 (1:0)             | Club 2 de Mayo          |
| 6.3.  | Atlético Grau                    | 0:0 (4:2 i. E.)       | Cusco FC                |
| 6.3.  | Cerro Largo FC                   | 2:2 (2:0) (4:3 i. E.) | Danubio FC              |
| 6.3.  | Deportivo La Guaira              | 0:2 (0:1)             | FC Caracas              |

## Gruppenphase
Die folgenden Teams sind für die Gruppenphase qualifiziert (Platz im CONMEBOL Club-Ranking vom Dezember 2024):
- Atlético Mineiro (7)
- Fluminense FC (10)
- Grêmio FBPA (11)
- CA Independiente (22)
- Cruzeiro EC (26)
- CA Lanús (30)
- CSD Defensa y Justicia (33)
- CR Vasco da Gama (66)
- CA Huracán (70)
- CD Godoy Cruz (80)
- Unión de Santa Fe (101)
- EC Vitória (256)

### Auslosung
Für die Gruppenphase wurden die 32 Teams entsprechend ihres Platzes in der Rangliste des CONMEBOL auf vier Lostöpfe verteilt. In jeden Topf kamen acht Klubs. Die vier Verlierer der 3. Qualifikationsrunde der Copa Libertadores kommen in Topf 4.
| Topf 1 | Topf 2 | Topf 3 | Topf 4 |
| Atlético Mineiro (7) Fluminense FC (10) Grêmio FBPA (11) CA Independiente (22) Cruzeiro EC (26) CA Lanús (30) CSD Defensa y Justicia (33) América de Cali (40) | Club Guaraní (47) CD Palestino (55) FC Caracas (58) CR Vasco da Gama (66) CA Huracán (70) Universidad Católica del Ecuador (71) Unión Española (79) CD Godoy Cruz (80) | Once Caldas (96) Racing Club de Montevideo (100) Unión de Santa Fe (101) Nacional Potosí (113) CS Cienciano (118) Sportivo Luqueño (123) Academia Puerto Cabello (159) Cerro Largo FC (192) | Mushuc Runa (232) Atlético Grau (250) EC Vitória (256) GV San José (-) Deportes Iquique (153) FBC Melgar (51) SC Corinthians (18) Boston River (206) |

### Gruppe A
| Pl. | Verein           | Sp. | S | U | N | Tore    | Diff. | Punkte |
| --- | ---------------- | --- | - | - | - | ------- | ----- | ------ |
| 1.  | CA Independiente | 6   | 4 | 0 | 2 | 016:600 | +10   | 12     |
| 2.  | Club Guaraní     | 6   | 2 | 2 | 2 | 009:120 | −3    | 08     |
| 3.  | Boston River     | 6   | 2 | 1 | 3 | 012:140 | −2    | 07     |
| 4.  | Nacional Potosí  | 6   | 2 | 1 | 3 | 008:130 | −5    | 07     |

| Spiel       | Datum     | Stadion                         | Heimmannschaft   | Ergebnis  | Gastmannschaft   |
| ----------- | --------- | ------------------------------- | ---------------- | --------- | ---------------- |
| 1. Spieltag | 1. April  | Parque Artigas                  | Boston River     | 3:3 (1:0) | Club Guaraní     |
| 1. Spieltag | 1. April  | Estadio Victor Agustín Ugarte   | Nacional Potosí  | 2:0 (0:0) | CA Independiente |
| 2. Spieltag | 8. April  | Estadio Libertadores de América | CA Independiente | 2:1 (0:0) | Boston River     |
| 2. Spieltag | 10. April | Estadio Arsenio Erico           | Club Guaraní     | 2:0 (2:0) | Nacional Potosí  |
| 3. Spieltag | 22. April | Estadio Arsenio Erico           | Club Guaraní     | 2:1 (1:0) | CA Independiente |
| 3. Spieltag | 22. April | Parque Artigas                  | Boston River     | 2:1 (0:1) | Nacional Potosí  |
| 4. Spieltag | 6. Mai    | Estadio Victor Agustín Ugarte   | Nacional Potosí  | 2:2 (1:0) | Club Guaraní     |
| 4. Spieltag | 6. Mai    | Parque Artigas                  | Boston River     | 1:5 (1:2) | CA Independiente |
| 5. Spieltag | 13. Mai   | Estadio Victor Agustín Ugarte   | Nacional Potosí  | 3:0 (0:0) | Boston River     |
| 5. Spieltag | 15. Mai   | Estadio Libertadores de América | CA Independiente | 1:0 (1:0) | Club Guaraní     |
| 6. Spieltag | 28. Mai   | Estadio Libertadores de América | CA Independiente | 7:0 (2:0) | Nacional Potosí  |
| 6. Spieltag | 28. Mai   | Estadio Arsenio Erico           | Club Guaraní     | 0:5 (0:3) | Boston River     |

### Gruppe B
| Pl. | Verein                           | Sp. | S | U | N | Tore    | Diff. | Punkte |
| --- | -------------------------------- | --- | - | - | - | ------- | ----- | ------ |
| 1.  | Universidad Católica del Ecuador | 6   | 4 | 2 | 0 | 012:500 | +7    | 14     |
| 2.  | Cerro Largo FC                   | 6   | 2 | 1 | 3 | 005:800 | −3    | 07     |
| 3.  | EC Vitória                       | 6   | 1 | 3 | 2 | 003:400 | −1    | 06     |
| 4.  | Defensa y Justicia               | 6   | 0 | 4 | 2 | 004:700 | −3    | 04     |

| Spiel       | Datum     | Stadion                                     | Heimmannschaft                   | Ergebnis  | Gastmannschaft                   |
| ----------- | --------- | ------------------------------------------- | -------------------------------- | --------- | -------------------------------- |
| 1. Spieltag | 2. April  | Estádio Manoel Barradas                     | EC Vitória                       | 1:1 (0:0) | Universidad Católica del Ecuador |
| 1. Spieltag | 3. April  | Estadio Arquitecto Antonio Eleuterio Ubilla | Cerro Largo FC                   | 0:0       | Defensa y Justicia               |
| 2. Spieltag | 10. April | Estadio Olímpico Atahualpa                  | Universidad Católica del Ecuador | 3:1 (2:0) | Cerro Largo FC                   |
| 2. Spieltag | 10. April | Estadio Norberto Tomaghello                 | Defensa y Justicia               | 0:0       | EC Vitória                       |
| 3. Spieltag | 23. April | Estádio Manoel Barradas                     | EC Vitória                       | 0:1 (0:0) | Cerro Largo FC                   |
| 3. Spieltag | 24. April | Estadio Olímpico Atahualpa                  | Universidad Católica del Ecuador | 3:1 (1:1) | Defensa y Justicia               |
| 4. Spieltag | 6. Mai    | Estádio Manoel Barradas                     | EC Vitória                       | 1:1 (1:0) | Defensa y Justicia               |
| 4. Spieltag | 7. Mai    | Estadio Arquitecto Antonio Eleuterio Ubilla | Cerro Largo FC                   | 1:3 (0:2) | Universidad Católica del Ecuador |
| 5. Spieltag | 14. Mai   | Estadio Norberto Tomaghello                 | Defensa y Justicia               | 1:1 (1:0) | Universidad Católica del Ecuador |
| 5. Spieltag | 14. Mai   | Estadio Arquitecto Antonio Eleuterio Ubilla | Cerro Largo FC                   | 0:1 (0:0) | EC Vitória                       |
| 6. Spieltag | 28. Mai   | Estadio Norberto Tomaghello                 | Defensa y Justicia               | 1:2 (0:1) | Cerro Largo FC                   |
| 6. Spieltag | 28. Mai   | Estadio Olímpico Atahualpa                  | Universidad Católica del Ecuador | 1:0 (0:0) | EC Vitória                       |

### Gruppe C
| Pl. | Verein                    | Sp. | S | U | N | Tore    | Diff. | Punkte |
| --- | ------------------------- | --- | - | - | - | ------- | ----- | ------ |
| 1.  | Club Atlético Huracán     | 6   | 4 | 2 | 0 | 011:200 | +9    | 14     |
| 2.  | América de Cali           | 6   | 1 | 5 | 0 | 006:400 | +2    | 08     |
| 3.  | Corinthians               | 6   | 2 | 2 | 2 | 005:500 | ±0    | 08     |
| 4.  | Racing Club de Montevideo | 6   | 0 | 1 | 5 | 003:140 | −11   | 01     |

| Spiel       | Datum     | Stadion                           | Heimmannschaft            | Ergebnis  | Gastmannschaft            |
| ----------- | --------- | --------------------------------- | ------------------------- | --------- | ------------------------- |
| 1. Spieltag | 2. April  | Arena Corinthians                 | Corinthians               | 1:2 (1:2) | Club Atlético Huracán     |
| 1. Spieltag | 2. April  | Estadio Osvaldo Roberto           | Racing Club de Montevideo | 1:3 (0:2) | América de Cali           |
| 2. Spieltag | 8. April  | Estadio Olímpico Pascual Guerrero | América de Cali           | 1:1 (1:0) | Corinthians               |
| 2. Spieltag | 9. April  | Estadio Tomás Adolfo Ducó         | Club Atlético Huracán     | 5:0 (4:0) | Racing Club de Montevideo |
| 3. Spieltag | 23. April | Estadio Tomás Adolfo Ducó         | Club Atlético Huracán     | 0:0       | América de Cali           |
| 3. Spieltag | 24. April | Arena Corinthians                 | Corinthians               | 1:0 (0:0) | Racing Club de Montevideo |
| 4. Spieltag | 6. Mai    | Arena Corinthians                 | Corinthians               | 1:1 (1:0) | América de Cali           |
| 4. Spieltag | 8. Mai    | Estadio Osvaldo Roberto           | Racing Club de Montevideo | 1:3 (1:1) | Club Atlético Huracán     |
| 5. Spieltag | 14. Mai   | Estadio Olímpico Pascual Guerrero | América de Cali           | 0:0       | Club Atlético Huracán     |
| 5. Spieltag | 15. Mai   | Estadio Osvaldo Roberto           | Racing Club de Montevideo | 0:1 (0:0) | Corinthians               |
| 6. Spieltag | 27. Mai   | Estadio Olímpico Pascual Guerrero | América de Cali           | 1:1 (0:0) | Racing Club de Montevideo |
| 6. Spieltag | 27. Mai   | Estadio Tomás Adolfo Ducó         | Club Atlético Huracán     | 1:0 (0:0) | Corinthians               |

### Gruppe D
| Pl. | Verein           | Sp. | S | U | N | Tore    | Diff. | Punkte |
| --- | ---------------- | --- | - | - | - | ------- | ----- | ------ |
| 1.  | CD Godoy Cruz    | 6   | 3 | 3 | 0 | 010:500 | +5    | 12     |
| 2.  | Grêmio           | 6   | 3 | 3 | 0 | 008:400 | +4    | 12     |
| 3.  | Atlético Grau    | 6   | 0 | 4 | 2 | 005:900 | −4    | 04     |
| 4.  | Sportivo Luqueño | 6   | 0 | 2 | 4 | 004:900 | −5    | 02     |

| Spiel       | Datum     | Stadion                    | Heimmannschaft   | Ergebnis  | Gastmannschaft   |
| ----------- | --------- | -------------------------- | ---------------- | --------- | ---------------- |
| 1. Spieltag | 2. April  | Estadio Miguel Grau        | Atlético Grau    | 0:2 (0:1) | CD Godoy Cruz    |
| 1. Spieltag | 2. April  | Estadio Feliciano Cáceres  | Sportivo Luqueño | 1:2 (1:1) | Grêmio           |
| 2. Spieltag | 8. April  | Estadio Feliciano Gambarte | CD Godoy Cruz    | 2:0 (1:0) | Sportivo Luqueño |
| 2. Spieltag | 8. April  | Arena do Grêmio            | Grêmio           | 2:0 (1:0) | Atlético Grau    |
| 3. Spieltag | 23. April | Estadio Miguel Grau        | Atlético Grau    | 2:2 (1:2) | Sportivo Luqueño |
| 3. Spieltag | 24. April | Estadio Feliciano Gambarte | CD Godoy Cruz    | 2:2 (0:1) | Grêmio           |
| 4. Spieltag | 6. Mai    | Estadio Feliciano Cáceres  | Sportivo Luqueño | 0:1 (0:0) | CD Godoy Cruz    |
| 4. Spieltag | 7. Mai    | Estadio Miguel Grau        | Atlético Grau    | 0:0       | Grêmio           |
| 5. Spieltag | 13. Mai   | Arena do Grêmio            | Grêmio           | 1:1 (1:1) | CD Godoy Cruz    |
| 5. Spieltag | 13. Mai   | Estadio Feliciano Cáceres  | Sportivo Luqueño | 1:1 (0:0) | Atlético Grau    |
| 6. Spieltag | 29. Mai   | Arena do Grêmio            | Grêmio           | 1:0 (0:0) | Sportivo Luqueño |
| 6. Spieltag | 29. Mai   | Estadio Feliciano Gambarte | CD Godoy Cruz    | 2:2 (0:0) | Atlético Grau    |

### Gruppe E
| Pl. | Verein            | Sp. | S | U | N | Tore    | Diff. | Punkte |
| --- | ----------------- | --- | - | - | - | ------- | ----- | ------ |
| 1.  | Mushuc Runa       | 6   | 5 | 1 | 0 | 012:400 | +8    | 16     |
| 2.  | CD Palestino      | 6   | 3 | 0 | 3 | 009:900 | ±0    | 09     |
| 3.  | Cruzeiro EC       | 6   | 1 | 2 | 3 | 005:700 | −2    | 05     |
| 4.  | Unión de Santa Fe | 6   | 1 | 1 | 4 | 002:800 | −6    | 04     |

| Spiel       | Datum     | Stadion                          | Heimmannschaft    | Ergebnis  | Gastmannschaft    |
| ----------- | --------- | -------------------------------- | ----------------- | --------- | ----------------- |
| 1. Spieltag | 1. April  | Estadio 15 de Abril              | Unión de Santa Fe | 1:0 (0:0) | Cruzeiro EC       |
| 1. Spieltag | 3. April  | Estadio Olímpico de Riobamba     | Mushuc Runa       | 3:2 (1:0) | CD Palestino      |
| 2. Spieltag | 9. April  | Estadio Municipal de La Cisterna | CD Palestino      | 2:0 (1:0) | Unión de Santa Fe |
| 2. Spieltag | 9. April  | Mineirão                         | Cruzeiro EC       | 1:2 (0:1) | Mushuc Runa       |
| 3. Spieltag | 23. April | Estadio Olímpico de Riobamba     | Mushuc Runa       | 3:0 (1:0) | Unión de Santa Fe |
| 3. Spieltag | 24. April | Estadio Municipal de La Cisterna | CD Palestino      | 2:1 (1:0) | Cruzeiro EC       |
| 4. Spieltag | 7. Mai    | Estadio 15 de Abril              | Unión de Santa Fe | 1:2 (0:0) | CD Palestino      |
| 4. Spieltag | 7. Mai    | Estadio Olímpico de Riobamba     | Mushuc Runa       | 1:1 (0:0) | Cruzeiro EC       |
| 5. Spieltag | 13. Mai   | Estadio 15 de Abril              | Unión de Santa Fe | 0:1 (0:1) | Mushuc Runa       |
| 5. Spieltag | 14. Mai   | Mineirão                         | Cruzeiro EC       | 2:1 (0:1) | CD Palestino      |
| 6. Spieltag | 28. Mai   | Mineirão                         | Cruzeiro EC       | 0:0       | Unión de Santa Fe |
| 6. Spieltag | 28. Mai   | Estadio Municipal de La Cisterna | CD Palestino      | 0:2 (0:0) | Mushuc Runa       |

### Gruppe F
| Pl. | Verein         | Sp. | S | U | N | Tore    | Diff. | Punkte |
| --- | -------------- | --- | - | - | - | ------- | ----- | ------ |
| 1.  | Fluminense FC  | 6   | 4 | 1 | 1 | 011:200 | +9    | 13     |
| 2.  | Once Caldas    | 6   | 4 | 0 | 2 | 008:600 | +2    | 12     |
| 3.  | Unión Española | 6   | 1 | 2 | 3 | 006:700 | −1    | 05     |
| 4.  | GV San José    | 6   | 1 | 1 | 4 | 005:150 | −10   | 04     |

| Spiel       | Datum     | Stadion                | Heimmannschaft | Ergebnis  | Gastmannschaft |
| ----------- | --------- | ---------------------- | -------------- | --------- | -------------- |
| 1. Spieltag | 1. April  | Estadio Palogrande     | Once Caldas    | 0:1 (0:1) | Fluminense FC  |
| 1. Spieltag | 3. April  | Estadio Jesús Bermúdez | GV San José    | 1:1 (0:0) | Unión Española |
| 2. Spieltag | 9. April  | Estadio Santa Laura    | Unión Española | 0:2 (0:0) | Once Caldas    |
| 2. Spieltag | 10. April | Maracanã               | Fluminense FC  | 5:0 (2:0) | GV San José    |
| 3. Spieltag | 22. April | Estadio Jesús Bermúdez | GV San José    | 2:3 (0:1) | Once Caldas    |
| 3. Spieltag | 23. April | Estadio Santa Laura    | Unión Española | 1:1 (0:0) | Fluminense FC  |
| 4. Spieltag | 7. Mai    | Estadio Palogrande     | Once Caldas    | 1:0 (1:0) | Unión Española |
| 4. Spieltag | 8. Mai    | Estadio Jesús Bermúdez | GV San José    | 1:0 (0:0) | Fluminense FC  |
| 5. Spieltag | 14. Mai   | Maracanã               | Fluminense FC  | 2:0 (0:0) | Unión Española |
| 5. Spieltag | 15. Mai   | Estadio Palogrande     | Once Caldas    | 2:1 (1:0) | GV San José    |
| 6. Spieltag | 29. Mai   | Maracanã               | Fluminense FC  | 2:0 (2:0) | Once Caldas    |
| 6. Spieltag | 29. Mai   | Estadio Santa Laura    | Unión Española | 4:0 (1:0) | GV San José    |

### Gruppe G
| Pl. | Verein                  | Sp. | S | U | N | Tore    | Diff. | Punkte |
| --- | ----------------------- | --- | - | - | - | ------- | ----- | ------ |
| 1.  | CA Lanús                | 6   | 3 | 3 | 0 | 009:400 | +5    | 12     |
| 2.  | CR Vasco da Gama        | 6   | 2 | 2 | 2 | 008:800 | ±0    | 08     |
| 3.  | FBC Melgar              | 6   | 2 | 2 | 2 | 005:100 | −5    | 08     |
| 4.  | Academia Puerto Cabello | 6   | 1 | 2 | 3 | 008:800 | ±0    | 05     |

| Spiel       | Datum     | Stadion                       | Heimmannschaft          | Ergebnis  | Gastmannschaft          |
| ----------- | --------- | ----------------------------- | ----------------------- | --------- | ----------------------- |
| 1. Spieltag | 2. April  | Estadio Monumental de la UNSA | FBC Melgar              | 3:3 (1:2) | CR Vasco da Gama        |
| 1. Spieltag | 3. April  | Complejo Deportivo Socialista | Academia Puerto Cabello | 2:2 (1:0) | CA Lanús                |
| 2. Spieltag | 9. April  | Estádio São Januário          | CR Vasco da Gama        | 1:0 (1:0) | Academia Puerto Cabello |
| 2. Spieltag | 9. April  | Estadio Ciudad de Lanús       | CA Lanús                | 3:0 (1:0) | FBC Melgar              |
| 3. Spieltag | 22. April | Estádio São Januário          | CR Vasco da Gama        | 0:0       | CA Lanús                |
| 3. Spieltag | 22. April | Estadio Monumental de la UNSA | FBC Melgar              | 1:0 (1:0) | Academia Puerto Cabello |
| 4. Spieltag | 6. Mai    | Estadio Monumental de la UNSA | FBC Melgar              | 0:1 (0:0) | CA Lanús                |
| 4. Spieltag | 7. Mai    | Complejo Deportivo Socialista | Academia Puerto Cabello | 4:1 (1:1) | CR Vasco da Gama        |
| 5. Spieltag | 13. Mai   | Estadio Ciudad de Lanús       | CA Lanús                | 1:0 (0:0) | CR Vasco da Gama        |
| 5. Spieltag | 13. Mai   | Complejo Deportivo Socialista | Academia Puerto Cabello | 0:1 (0:0) | FBC Melgar              |
| 6. Spieltag | 27. Mai   | Estadio Ciudad de Lanús       | CA Lanús                | 2:2 (2:1) | Academia Puerto Cabello |
| 6. Spieltag | 27. Mai   | Estádio São Januário          | CR Vasco da Gama        | 3:0 (3:0) | FBC Melgar              |

### Gruppe H
| Pl. | Verein           | Sp. | S | U | N | Tore    | Diff. | Punkte |
| --- | ---------------- | --- | - | - | - | ------- | ----- | ------ |
| 1.  | Cienciano        | 6   | 2 | 4 | 0 | 012:600 | +6    | 10     |
| 2.  | Atlético Mineiro | 6   | 2 | 3 | 1 | 011:600 | +5    | 09     |
| 3.  | FC Caracas       | 6   | 2 | 2 | 2 | 009:110 | −2    | 08     |
| 4.  | Deportes Iquique | 6   | 1 | 1 | 4 | 007:160 | −9    | 04     |

| Spiel       | Datum     | Stadion                      | Heimmannschaft   | Ergebnis  | Gastmannschaft   |
| ----------- | --------- | ---------------------------- | ---------------- | --------- | ---------------- |
| 1. Spieltag | 1. April  | Estadio Tierra de Campeones  | Deportes Iquique | 1:2 (1:2) | FC Caracas       |
| 1. Spieltag | 1. April  | Estadio Garcilaso de la Vega | Cienciano        | 0:0       | Atlético Mineiro |
| 2. Spieltag | 8. April  | Estadio Olímpico             | FC Caracas       | 2:2 (1:1) | Cienciano        |
| 2. Spieltag | 10. April | Arena MRV                    | Atlético Mineiro | 4:0 (3:0) | Deportes Iquique |
| 3. Spieltag | 23. April | Estadio Olímpico             | FC Caracas       | 1:1 (0:1) | Atlético Mineiro |
| 3. Spieltag | 24. April | Estadio Tierra de Campeones  | Deportes Iquique | 2:2 (1:1) | Cienciano        |
| 4. Spieltag | 8. Mai    | Estadio Garcilaso de la Vega | Cienciano        | 3:1 (1:1) | FC Caracas       |
| 4. Spieltag | 8. Mai    | Estadio Tierra de Campeones  | Deportes Iquique | 3:2 (1:1) | Atlético Mineiro |
| 5. Spieltag | 15. Mai   | Arena MRV                    | Atlético Mineiro | 3:1 (1:0) | FC Caracas       |
| 5. Spieltag | 15. Mai   | Estadio Garcilaso de la Vega | Cienciano        | 4:0 (3:0) | Deportes Iquique |
| 6. Spieltag | 29. Mai   | Arena MRV                    | Atlético Mineiro | 1:1 (1:1) | Cienciano        |
| 6. Spieltag | 29. Mai   | Estadio Olímpico             | FC Caracas       | 2:1 (2:0) | Deportes Iquique |

## Finalrunde
Für die Endrunde werden die Mannschaften entsprechend ihren Ergebnissen in der Gruppenphase gesetzt, wobei die Gruppensieger auf den Plätzen 1 bis 8, die Gruppenzweiten auf den Plätzen 9 bis 16 und die Gruppendrittplatzierten der Copa Libertadores auf den Plätzen 17 bis 24 gesetzt sind. Bei der Auslosung der Runde der letzten 16 bilden die Gesetzten 1 bis 8 Topf 1, und die acht Gewinner der Play-offs der K.-o.-Runde (Setzplätze 9 bis 24) bilden Topf 2 und behalten ihren Setzplatz. Mannschaften aus demselben Verband können ab den Play-offs der K.-o.-Runde gegeneinander spielen.
Im Achtelfinale trifft der beste Gruppenzweite auf den schlechtesten Qualifikanten aus der Copa Libertadores und so weiter.
Die Spiele werden in Hin- und Rückspiel ausgetragen, wobei die höher gesetzte Mannschaft das Rückspiel austrägt. Bei einem Unentschieden nach Hin- und Rückspiel wird keine Verlängerung gespielt und es folgt ein Elfmeterschießen, um den Sieger zu ermitteln.
| Platz | Gruppen- erste | Name                 | Punkte | Tore | Platz | Gruppen- zweite | Name             | Punkte | Tore | Platz | Gruppen- dritte CL | Name                    | Punkte | Tore |
| ----- | -------------- | -------------------- | ------ | ---- | ----- | --------------- | ---------------- | ------ | ---- | ----- | ------------------ | ----------------------- | ------ | ---- |
| 1     | Grp. E         | Mushuc Runa          | 16     | +8   | 9     | Grp. D          | Grêmio FBPA      | 12     | +4   | 17    | Grp. C             | Central Córdoba         | 11     | ±0   |
| 2     | Grp. C         | Huracán              | 14     | +9   | 10    | Grp. F          | Once Caldas      | 12     | +2   | 18    | Grp. A             | Universidad de Chile    | 10     | +2   |
| 3     | Grp. B         | Universidad Católica | 14     | +7   | 11    | Grp. H          | Atlético Mineiro | 9      | +5   | 19    | Grp. B             | Independiente del Valle | 8      | −3   |
| 4     | Grp. F         | Fluminense FC        | 13     | +9   | 12    | Grp. E          | Palestino        | 9      | ±0   | 20    | Grp. F             | EC Bahia                | 7      | −2   |
| 5     | Grp. A         | CA Independiente     | 12     | +10  | 13    | Grp. C          | América de Cali  | 8      | +2   | 21    | Grp. G             | Club Bolívar            | 6      | +1   |
| 6     | Grp. D         | Godoy Cruz           | 12     | +8   | 14    | Grp. G          | CR Vasco da Gama | 8      | ±0   | 22    | Grp. E             | Atlético Bucaramanga    | 6      | −4   |
| 7     | Grp. G         | CA Lanús             | 12     | +5   | 15    | Grp. A          | Club Guaraní     | 8      | −3   | 23    | Grp. H             | San Antonio Bulo Bulo   | 6      | −10  |
| 8     | Grp. H         | Cienciano            | 10     | +6   | 16    | Grp. B          | Cerro Largo      | 7      | −3   | 24    | Grp. D             | Alianza Lima            | 5      | −4   |

Für das Achtelfinale qualifizieren sich jeweils der Erste jeder Gruppe sowie die Sieger der Play-off-Runde.

### Play-off-Runde
| Datum     |                         | Gesamt          |                  | Hinspiel  | Rückspiel |
| --------- | ----------------------- | --------------- | ---------------- | --------- | --------- |
| 16./23.7. | Alianza Lima            | 3:1             | Grêmio FBPA      | 2:0 (0:0) | 1:1 (0:0) |
| 16./23.7. | San Antonio Bulo Bulo   | 0:7             | Once Caldas      | 0:3 (0:0) | 0:4 (0:2) |
| 17./24.7. | Atlético Bucaramanga    | 1:1 (1:3 i. E.) | Atlético Mineiro | 0:1 (0:0) | 1:0 (1:0) |
| 16./23.7. | Club Bolívar            | 6:0             | Palestino        | 3:0 (0:0) | 3:0 (2:0) |
| 15./22.7. | EC Bahia                | 0:2             | América de Cali  | 0:0       | 0:2 (0:1) |
| 15./22.7. | Independiente del Valle | 5:1             | CR Vasco da Gama | 4:0 (1:0) | 1:1 1:0)  |
| 17./24.7. | Universidad de Chile    | 6:2             | Club Guaraní     | 5:0 (1:0) | 1:2 (1:0) |
| 15./22.7. | Central Córdoba         | 3:0             | Cerro Largo      | 0:0       | 3:0 (1:0) |

### Turnierplan ab Achtelfinale
|  | Achtelfinale            | Achtelfinale            | Achtelfinale |               |  | Viertelfinale | Viertelfinale | Viertelfinale |  |  | Halbfinale | Halbfinale | Halbfinale |  |  | Finale | Finale |  |
|  |                         |                         |              |               |  |               |               |               |  |  |            |            |            |  |  |        |        |  |
|  | Alianza Lima            | 2                       |              |               |  |               |               |               |  |  |            |            |            |  |  |        |        |  |
|  | Universidad Católica    | 0                       |              |               |  |               |               |               |  |  |            |            |            |  |  |        |        |  |
|  | Universidad Católica    | 0                       |              |               |  |               |               |               |  |  |            |            |            |  |  |        |        |  |
|  |                         |                         |              |               |  |               |               |               |  |  |            |            |            |  |  |        |        |  |
|  |                         |                         |              |               |  |               |               |               |  |  |            |            |            |  |  |        |        |  |
|  | Universidad de Chile    | 1                       |              |               |  |               |               |               |  |  |            |            |            |  |  |        |        |  |
|  | Universidad de Chile    | 1                       |              |               |  |               |               |               |  |  |            |            |            |  |  |        |        |  |
|  | CA Independiente        | 0                       |              |               |  |               |               |               |  |  |            |            |            |  |  |        |        |  |
|  | CA Independiente        | 0                       |              |               |  |               |               |               |  |  |            |            |            |  |  |        |        |  |
|  |                         |                         |              |               |  |               |               |               |  |  |            |            |            |  |  |        |        |  |
|  |                         |                         |              |               |  |               |               |               |  |  |            |            |            |  |  |        |        |  |
|  | América de Cali         | 1                       | 0            |               |  |               |               |               |  |  |            |            |            |  |  |        |        |  |
|  | América de Cali         | 1                       | 0            |               |  |               |               |               |  |  |            |            |            |  |  |        |        |  |
|  | Fluminense FC           | 2                       | 2            |               |  |               |               |               |  |  |            |            |            |  |  |        |        |  |
|  | Fluminense FC           | 2                       | 2            | Fluminense FC |  |               |               |               |  |  |            |            |            |  |  |        |        |  |
|  |                         |                         |              |               |  |               |               |               |  |  |            |            |            |  |  |        |        |  |
|  |                         | Argentinien             |              |               |  |               |               |               |  |  |            |            |            |  |  |        |        |  |
|  | Central Córdoba         | 1                       |              |               |  |               |               |               |  |  |            |            |            |  |  |        |        |  |
|  | Central Córdoba         | 1                       |              |               |  |               |               |               |  |  |            |            |            |  |  |        |        |  |
|  | CA Lanús                | 0                       |              |               |  |               |               |               |  |  |            |            |            |  |  |        |        |  |
|  | CA Lanús                | 0                       |              |               |  |               |               |               |  |  |            |            |            |  |  |        |        |  |
|  |                         |                         |              |               |  |               |               |               |  |  |            |            |            |  |  |        |        |  |
|  |                         |                         |              |               |  |               |               |               |  |  |            |            |            |  |  |        |        |  |
|  | Club Bolívar            | 2                       |              |               |  |               |               |               |  |  |            |            |            |  |  |        |        |  |
|  | Club Bolívar            | 2                       |              |               |  |               |               |               |  |  |            |            |            |  |  |        |        |  |
|  | Cienciano               | 0                       |              |               |  |               |               |               |  |  |            |            |            |  |  |        |        |  |
|  | Cienciano               | 0                       |              |               |  |               |               |               |  |  |            |            |            |  |  |        |        |  |
|  |                         |                         |              |               |  |               |               |               |  |  |            |            |            |  |  |        |        |  |
|  |                         |                         |              |               |  |               |               |               |  |  |            |            |            |  |  |        |        |  |
|  | Atlético Mineiro        | 2                       |              |               |  |               |               |               |  |  |            |            |            |  |  |        |        |  |
|  | Atlético Mineiro        | 2                       |              |               |  |               |               |               |  |  |            |            |            |  |  |        |        |  |
|  | Godoy Cruz              | 1                       |              |               |  |               |               |               |  |  |            |            |            |  |  |        |        |  |
|  | Godoy Cruz              | 1                       |              |               |  |               |               |               |  |  |            |            |            |  |  |        |        |  |
|  |                         |                         |              |               |  |               |               |               |  |  |            |            |            |  |  |        |        |  |
|  |                         |                         |              |               |  |               |               |               |  |  |            |            |            |  |  |        |        |  |
|  | Once Caldas             | 1                       | 3            |               |  |               |               |               |  |  |            |            |            |  |  |        |        |  |
|  | Once Caldas             | 1                       | 3            |               |  |               |               |               |  |  |            |            |            |  |  |        |        |  |
|  | Huracán                 | 0                       | 1            |               |  |               |               |               |  |  |            |            |            |  |  |        |        |  |
|  | Huracán                 | 0                       | 1            | Once Caldas   |  |               |               |               |  |  |            |            |            |  |  |        |        |  |
|  |                         |                         |              |               |  |               |               |               |  |  |            |            |            |  |  |        |        |  |
|  |                         | Independiente del Valle |              |               |  |               |               |               |  |  |            |            |            |  |  |        |        |  |
|  | Independiente del Valle | 1                       | 1 (4)        |               |  |               |               |               |  |  |            |            |            |  |  |        |        |  |
|  | Independiente del Valle | 1                       | 1 (4)        |               |  |               |               |               |  |  |            |            |            |  |  |        |        |  |
|  | Mushuc Runa             | 0                       | 2 (2)        |               |  |               |               |               |  |  |            |            |            |  |  |        |        |  |

### Achtelfinale
| Datum     |                         | Gesamt          |                      | Hinspiel  | Rückspiel |
| --------- | ----------------------- | --------------- | -------------------- | --------- | --------- |
| 12./19.8. | Once Caldas             | 4:1             | Huracán              | 1:0 (0:0) | 3:1 (1:1) |
| 12./19.8. | América de Cali         | 1:4             | Fluminense FC        | 1:2 (0:2) | 0:2 (0:1) |
| 12./19.8. | Independiente del Valle | 2:2 (4:2 i. E.) | Mushuc Runa          | 1:0 (1:0) | 1:2 (0:1) |
| 13./20.8. | Alianza Lima            | A               | Universidad Católica | 2:0 (0:0) |           |
| 13./20.8. | Club Bolívar            | B               | Cienciano            | 2:0 (1:0) |           |
| 13./20.8. | Universidad de Chile    | H               | CA Independiente     | 1:0 (1:0) |           |
| 14./21.8. | Central Córdoba         | E               | CA Lanús             | 1:0 (0:0) |           |
| 14./21.8. | Atlético Mineiro        | G               | Godoy Cruz           | 2:1 (0:1) |           |

### Viertelfinale
| Datum               |                         | Gesamt |               | Hinspiel | Rückspiel |
| ------------------- | ----------------------- | ------ | ------------- | -------- | --------- |
| 16.–18./23.8.–25.9. | Sieger H                |        | Sieger A      |          |           |
| 16.–18./23.8.–25.9. | Sieger G                |        | Sieger B      |          |           |
| 16.–18./23.8.–25.9. | Independiente del Valle |        | Once Caldas   |          |           |
| 16.–18./23.8.–25.9. | Sieger E                |        | Fluminense FC |          |           |

### Halbfinale
| Datum              |  | Gesamt |  | Hinspiel | Rückspiel |
| ------------------ |  | ------ |  | -------- | --------- |
| 21.–23./28.–30.10. |  |        |  |          |           |
| 21.–23./28.–30.10. |  |        |  |          |           |

### Finale
| Heimmannschaft                                                        | Heimmannschaft                                                              | Gastmannschaft                                                              | Gastmannschaft |
| --------------------------------------------------------------------- | --------------------------------------------------------------------------- | --------------------------------------------------------------------------- | -------------- |
| Heimmannschaft                                                        | \| in Estadio Ramón Tahuichi Aguilera, Santa Cruz de la Sierra, Bolivien \| | \| in Estadio Ramón Tahuichi Aguilera, Santa Cruz de la Sierra, Bolivien \| | Gastmannschaft |
| Heimmannschaft                                                        | Reserve                                                                     | Reserve                                                                     | Gastmannschaft |
| in Estadio Ramón Tahuichi Aguilera, Santa Cruz de la Sierra, Bolivien |                                                                             |                                                                             |                |